# Parafia Najświętszego Serca Pana Jezusa w Biszczy
Parafia Najświętszego Serca Pana Jezusa w Biszczy – parafia rzymskokatolicka należąca do dekanatu Tarnogród diecezji zamojsko-lubaczowskiej. Została utworzona w 1919. Mieści się pod numerem 48. Prowadzą ją księża diecezjalni.

## Zasięg parafii
Do parafii należą wierni z następujących miejscowości: Biszcza, Borki, Budziarze, Bukowina, Wólka Biska, Zynie i Żary.

## Proboszczowie
Źródło: 
- ks. Leonard Ligęza (1981–1996)
- ks. Edward Mierzwa (1996–2007)
- ks. Ireneusz Fedec (2007–2011)
- ks. Stanisław Bełz (od 2011)

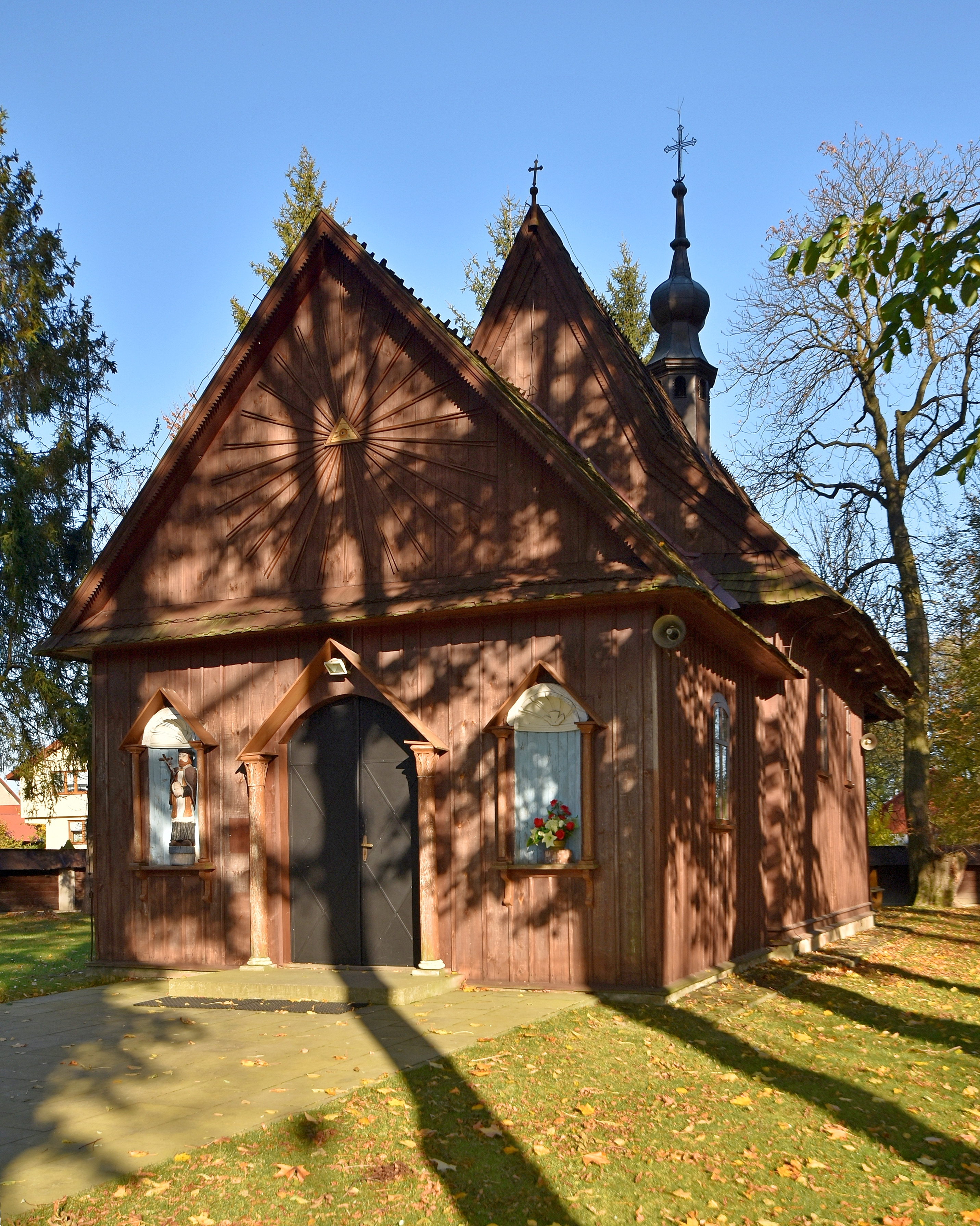
Bukowina, kościół filialny